# Акимов, Николай Владимирович
Николай Владимирович Акимов (род. 3 июня 1964, Ленинград) — советский и российский хоккеист, нападающий. Мастер спорта СССР. Тренер.
Родился в Ленинграде, всю карьеру провёл в родном городе. Начинал играть в фарм-клубе СКА команде ВИФК — в сезоне 1980/81 второй лиги провёл два матча. В сезонах 1981/82 — 1982/83 за СКА в чемпионате СССР сыграл 8 матчей. В первенстве СССР в дальнейшем выступал за фарм-клуб, переименованный в «Звезду» и базировавшийся в Оленегорске (1982/83 — 1984/85) и «Ижорец» (1984/85 — 1991/92). В сезонах 1992/93 — 1994/95 играл за СКА и СКА-2.
В сезоне 2004/05, до 16 января — главный тренер СКА-2. В сезонах 2005/06 — 2006/07 — тренер юношеских команд Северо-Западного федерального округа. Главный тренер ХК ВМФ (2008/09), тренер команды Северо-Запада 1994 г. р. (2009/10).Главный тренер команды «СКА-Варяги» (первенство МХЛ, 2014/15-2015/16. Тренер (5 октября — 30 ноября 2016; сезон 2017/18, до 20 ноября) и главный тренер сезон 2016/17, с 30 ноября; 20 ноября 2017 — 22 февраля 2018) команды МХЛ МХК «Динамо» (СПб). Тренер команды «Бульдоги» 2002 г. р. (2018/19). С сезона 2019/20 — главный тренер юношеских команд «Динамо» СПб. С 2022 года — главный тренер команды НМХЛ «Динамо-576»
Сын Иван также хоккеист.